# Francis Bicknell Carpenter
Pour les articles homonymes, voir Carpenter.
Francis Bicknell Carpenter, né le 6 août 1830 à Homer (New York) et mort en 1900 à New York, est un peintre américain.

## Biographie
Francis Bicknell Carpenter naît le 6 août 1830 à Homer (New York). Il étudie avec Sandford Thayer à Syracuse (New York), en 1844. Il s'installe à New York et est membre de la National Academy of Design à partir de 1852. C'est à New York qu'il reçoit sa première commande importante de portraits, pour peindre le banquier David Leavitt. Plus tard, il se rend à Washington pour peindre un portrait du président Millard Fillmore. 
L'une de ses toiles les plus célèbres est The First Reading of the Emancipation Declaration (1864) qu'Abraham Lincoln acheta pour lui-même, et qui fut traduite en gravure par Alexander Hay Ritchie.
Francis Bicknell Carpenter meurt en 1900 à New York.